# Đình Trà Cổ

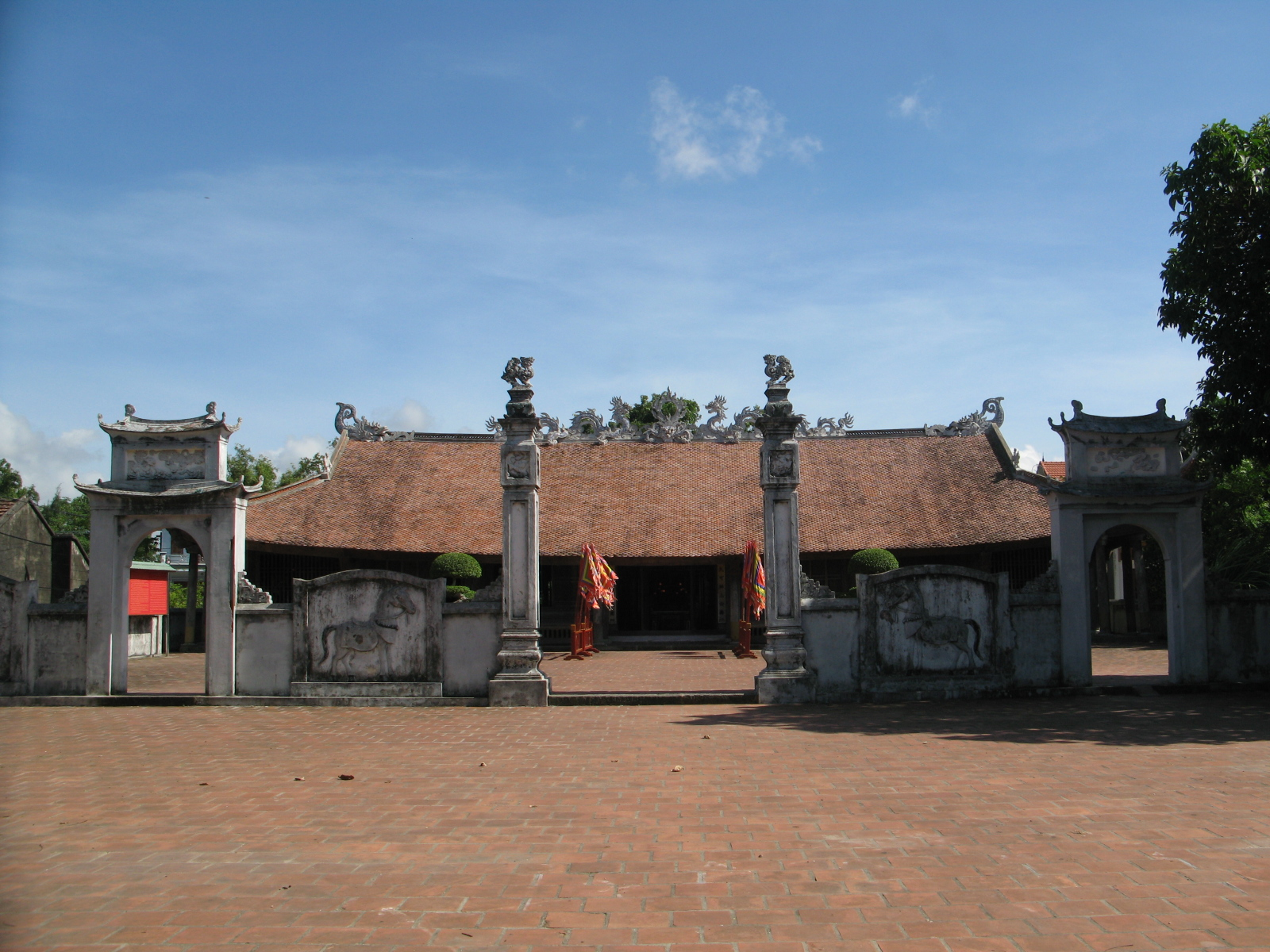
Toàn cảnh Đình Trà Cổ

Đình Trà Cổ nằm ở khu Nam Thọ, phường Trà Cổ, thành phố Móng Cái, tỉnh Quảng Ninh, Việt Nam. Đây được đánh giá là ngôi đình khá đồ sộ ở địa đầu đất nước và hoàn toàn mang dấu ấn nền văn hoá Việt. Ngày 24/10/2023, đình đã được Thủ tướng chính phủ ký quyết định số 1225/QĐ-TTg xếp hạng Di tích Quốc gia Đặc biệt.

## Nguồn gốc, kiến trúc

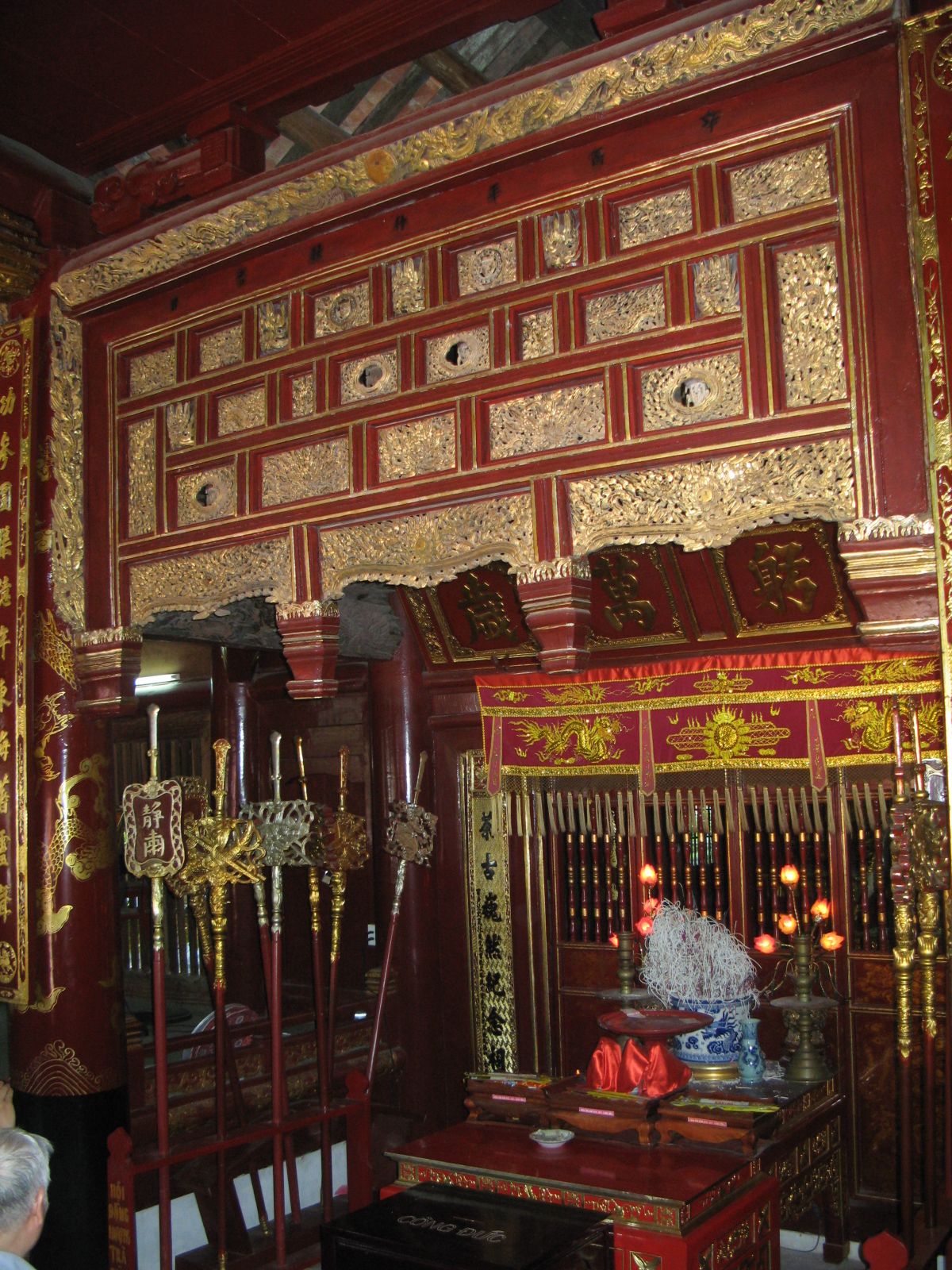
Gian thờ chính giữa của Đình Trà Cổ
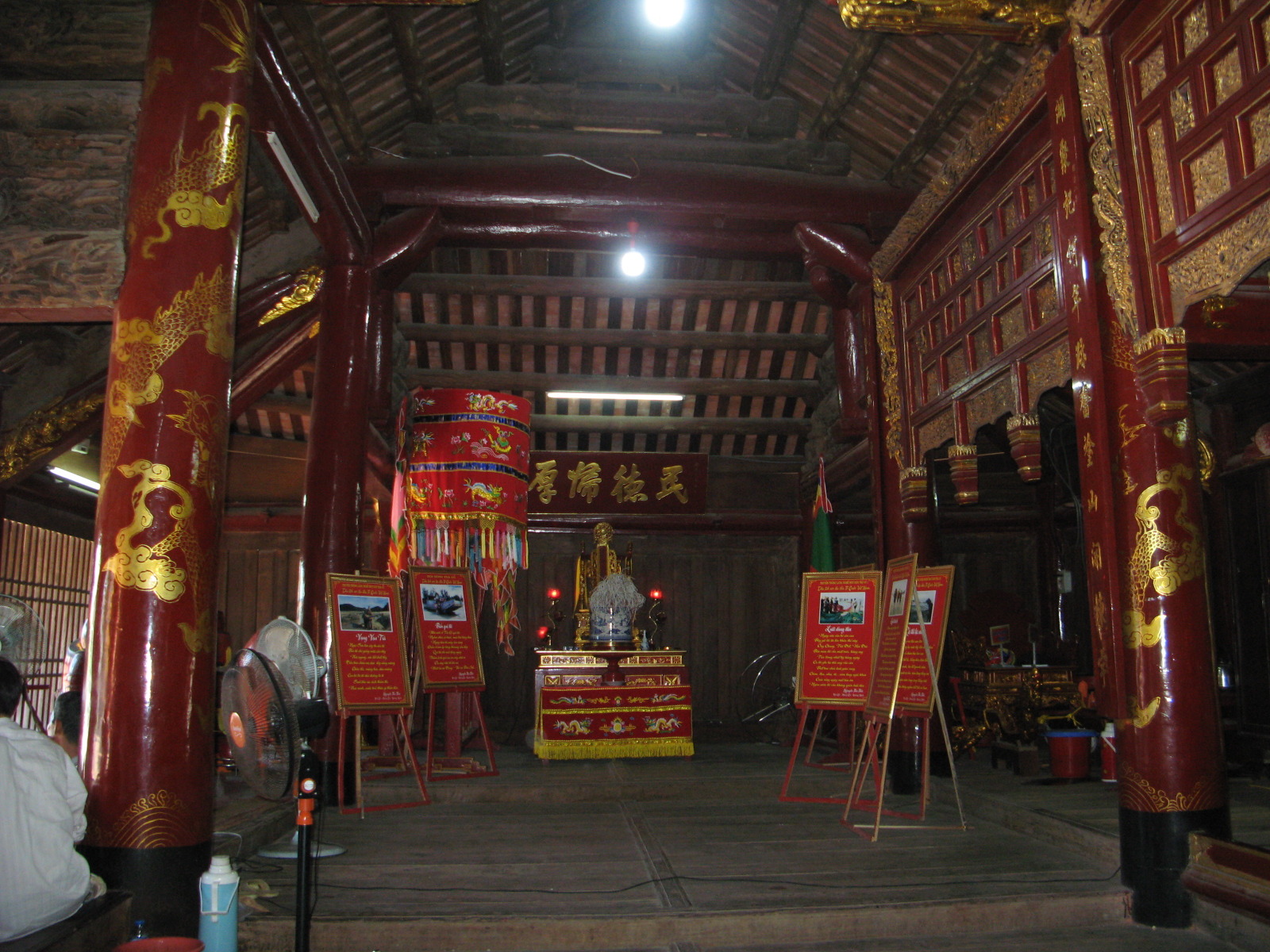
Gian thờ bên phải của Đình Trà Cổ
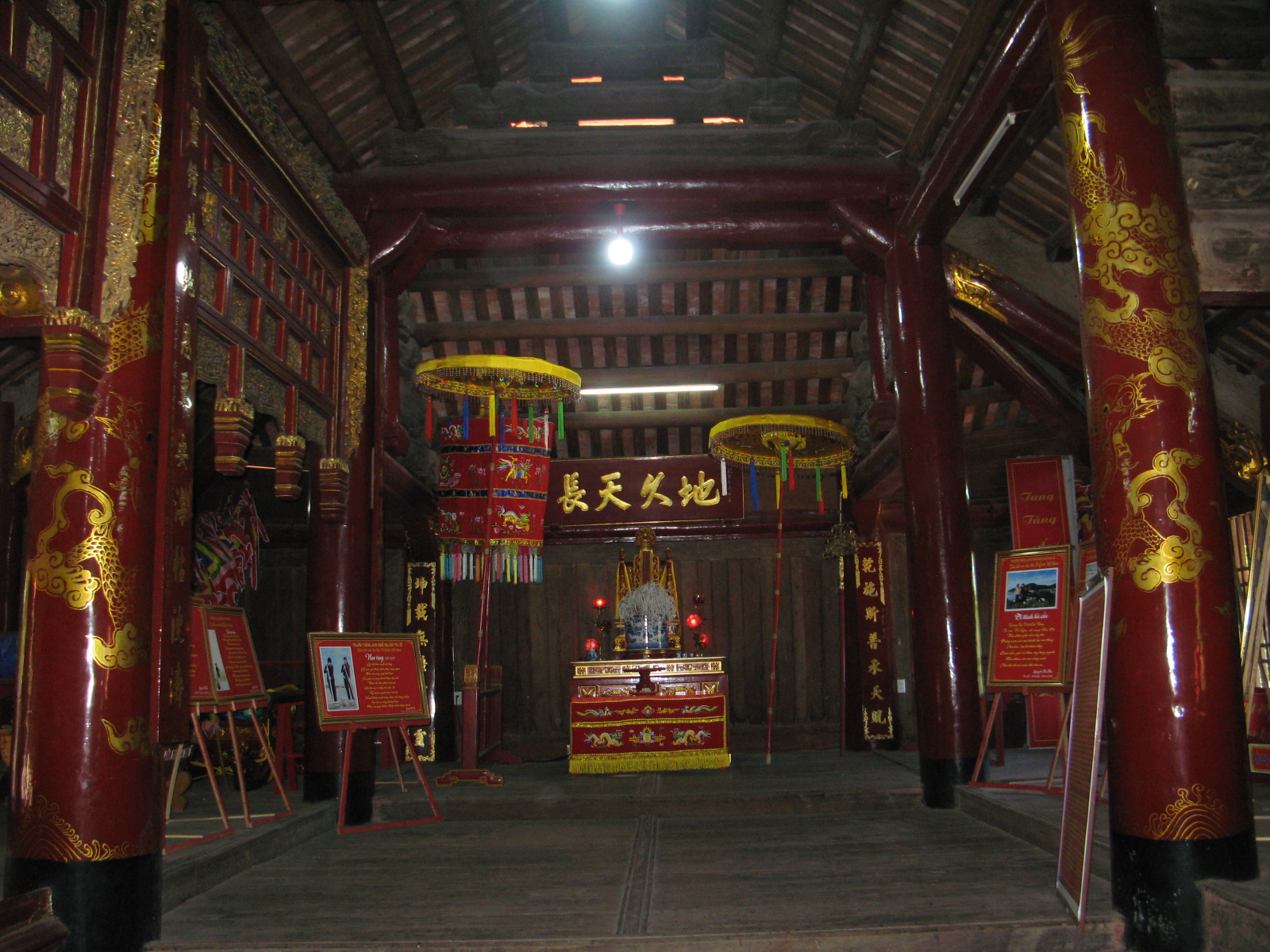
Gian thờ bên trái của Đình Trà Cổ
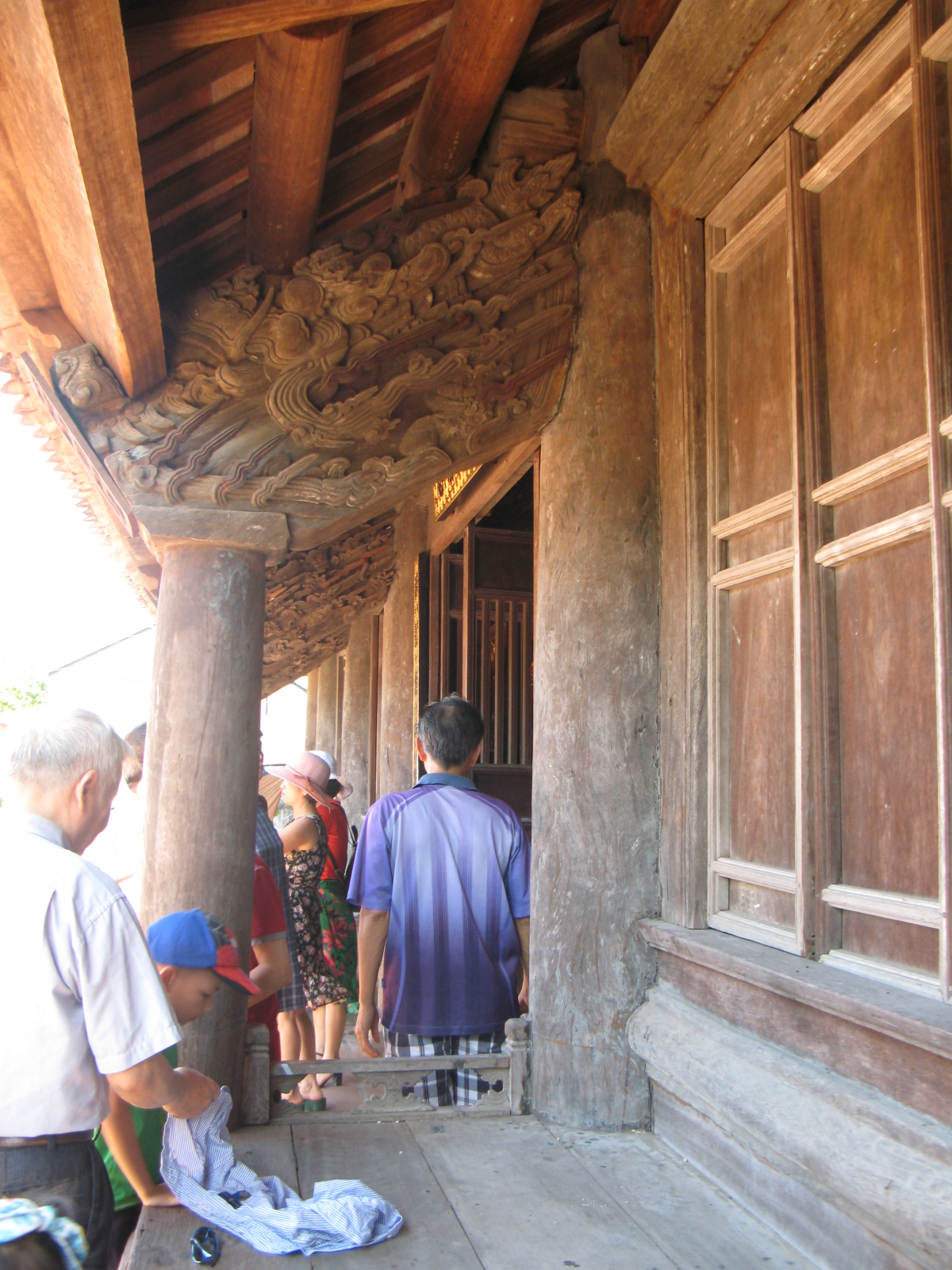
Cột gỗ cửa đình và hoa văn